# Kristen Skjeldal
Kristen Skjeldal, född 22 maj 1967 i Voss, är en norsk före detta längdskidåkare. 
Skjeldal har två olympiska guldmedaljer i stafett från Albertville 1992 och Salt Lake City 2002. I Salt Lake City slutade han på 4:e plats på 30 km fristil men fick bronsmedaljen i efterhand då Johann Mühlegg diskvalificerades på grund av dopning. 
Förutom OS-medaljerna har Skjeldal vunnit en världscupseger samt kommit 4:a totalt i Världscupen i längdåkning 2001/2002 och han har 11 individuella guld i norska mästerskapen. Hans bästa placering i VM är en 6:e plats från 1999.
Skjeldal slutade som elitåkare 2005.